# Easy Going (locale)
L'Easy Going è stata una discoteca nata a Roma nel 1978 in Via della Purificazione, tra Via Sistina e Piazza Barberini, non lontano dalla famosa Via Veneto.

## Storia
Il proprietario era Gilberto Iannozzi, marito di Beatrice Iannozzi. Iannozzi aveva già creato sempre a Roma il Jackie’ O, il noto locale dei tempi della Dolce Vita e il Much More. L’Easy Going, frequentato dal jet set della capitale, è stato tra i primi ed esclusivi locali gay della capitale negli anni '80 a Roma e fu inaugurato nel marzo del 1978 con in consolle il dj Claudio Casalini che lasciò dopo un po' il posto a Paolo Micioni, che a sua volta lo lasciò al giovanissimo e promettente dj Marco Trani. Il locale sembrava un bagno turco ed aveva alle pareti i famosi disegni di Tom of Finland, già altamente trasgressivi per l'epoca. Nel docufilm Strani Ritmi del 2014 dedicato al dj Marco Trani, scomparso nel 2013, si racconta dell'Easy Going di Roma. La famosa band Easy Going, conosciuta nel mondo con il brano italo disco Baby I Love You, prese il nome proprio dal famoso locale, che successivamente prese il nome di Rose Cafè e chiuse definitivamente nella seconda metà degli anni 80.

## Filmografia
- "Strani Ritmi - La storia del dj Marco Trani" (2014)